# إدي بيرت
إدي بيرت (بالإنجليزية: Eddie Bert) هو عازف جاز أمريكي، ولد في 16 مايو 1922 في يونكيرس في الولايات المتحدة، وتوفي في 27 سبتمبر 2012 في دانبري في الولايات المتحدة بسبب مرض.

## وصلات خارجية
- إدي بيرت على موقع IMDb (الإنجليزية)
- إدي بيرت على موقع ميوزك برينز (الإنجليزية)
- إدي بيرت على موقع قاعدة بيانات برودواي على الإنترنت (الإنجليزية)
- إدي بيرت على موقع أول ميوزيك (الإنجليزية)
- إدي بيرت على موقع ديسكوغز (الإنجليزية)